# Лихолат, Андрей Васильевич
Андре́й Васи́льевич Лихола́т (29 ноября (12 декабря) 1914, Рассоховатка — 16 декабря 1993, Киев) — украинский советский историк, исследователь истории Украины XX века и истории СССР, доктор исторических наук (с 1963 года), профессор (с 1978 года), заслуженный деятель науки УССР (1984).

## Биография
Родился 29 ноября (12 декабря) 1914 года в селе Рассоховатка (ныне Катеринопольского района Черкасской области). В 1935—1940 годах учился на историческом факультете Киевского государственного университета. Член ВКП(б) с 1939 года. В 1940 году поступил в аспирантуру Киевского университета по кафедре истории Украины. В том же году был направлен в Москву на учёбу в Высшей партийной школе при ЦК ВКП(б).
Во время Великой Отечественной войны был руководителем пропагандистской группы ЦК ВКП(б). В 1942—1957 годах работал в аппарате ЦК ВКП(б)/КПСС, где прошёл путь от инструктора до заведующего сектором общественных наук Отдела науки и вузов. Регулярно печатался в центральной прессе по вопросам идеологической работы и исторической науки. В 1957 году защитил кандидатскую диссертацию на тему «Борьба украинского народа под руководством большевистской партии против петлюровской Директории». В 1948 году опубликовал монографию «Разгром буржуазно-националистической Директории», в 1954 — «Разгром националистической контрреволюции на Украине (1917—1922 гг.)» (в 1955 году переведена на украинский язык). За время работы в аппарате ЦК КПСС принимал участие в подготовке партийных документов, определявших направления развития исторической науки в СССР, в частности — тезисов ЦК КПСС «300-летие воссоединения Украины с Россией», о 40-летии Октябрьской революции в Петрограде, о 50-летии революции 1905—1907 гг., решения ЦК КПСС о журнале «Вопросы истории» (1957), о состоянии разработки истории народов СССР и прочее.
В 1957 году направлен на научную работу в Киев в Институт истории партии при ЦК Компартии Украины — филиал Института марксизма-ленинизма при ЦК КПСС, возглавил сектор публикации историко-партийных документов. В 1961—1993 годах работал в Институте истории АН УССР (ныне Институт истории Украины НАН Украины) — старшим научным сотрудником отдела истории Великой Октябрьской социалистической революции и гражданской войны, заведующим отделом истории коммунистического строительства, ведущим научным сотрудником.
Жил в Киеве в доме по улице Владимирской, 19, квартира 31. Умер в Киеве 16 декабря 1993 года.

## Научная деятельность
Исследовал вопросы истории Великой Октябрьской социалистической революции и гражданской войны на Украине, а также истории социалистического строительства в УССР. Написал более 20 монографий, среди них типичные для советской историографии 1970—1980-х годов труды:
- «Под ленинским знаменем дружбы народов: Единство действий трудящихся Украины и России в борьбе за победу и укрепление Советской власти» (1970);
- «Содружество народов СССР в борьбе за построение социализма» (1976);
- «Национализм — враг трудящихся» (1986) и другое.

Принимал участие как член редколлегии, ответственный редактор и автор в издании многотомных трудов:
- «История Украинской ССР» в 8-ми томах, 10 книгах (1977—1979);
- «История Киева» в 3-х томах, 4-х книгах (1986—1987) и другое.

Под его руководством подготовлено 15 кандидатов и 5 докторов исторических наук.

## Награды
Награждён орденом Отечественной войны, медалями, грамотой ЦИК СССР. Лауреат премии имени Д. З. Мануильского АН УССР (1978) и Государственной премии УССР в области науки и техники (1980; за восьмитомный труд «История Украинской ССР»). Заслуженный деятель науки УССР (с 1984 года).